# Norsk Romsenter
Le Norsk Romsenter (en français centre spatial norvégien) est l'agence spatiale de la Norvège. Cette agence gouvernementale, créée en 1987, est rattachée au ministère du commerce, de l'industrie et des pêches et gère un budget de 879 millions couronnes norvégiennes en 2014 (environ 100 millions €). L'agence, qui emploie une quarantaine de personnes, est membre de l'Agence spatiale européenne.

## Missions
Le Norsk Romsenter est responsable de l'organisation du programme spatial norvégien en particulier des relations avec l'Agence spatiale européenne et de l'Union européenne. Ses missions sont plus particulièrement  :
- la promotion du développement et la coordination des activités spatiales
- la préparation des programmes à long terme avant leur soumission au ministère de tutelle
- Le gestion des ressources de l'agence et la distribution efficace du budget alloué par le gouvernement et des autres ressources financières
- la gestion des intérêts de la Norvège auprès des organisations spatiales des autres pays et des institutions internationales et la contribution à ces instances. En 2017 la contribution de la Norvège à l'Agence spatiale européenne était de 63,5 millions € soit 1,7 % des contributions de ses membres (hors contribution de l'Union Européenne).
- La coordination des activités spatiales norvégiennes avec les autres entités
- La prise en compte des besoins des utilisateurs du secteur spatial.

## L'activité spatiale norvégienne
L'activité spatiale norvégienne représente  à travers les équipements et les services un chiffre d'affaires d'environ 600 millions € par an (6 milliards NOK) :
- La Norvège fournit des composants importants du lanceur européen Ariane 5
- Les astrophysiciens norvégiens contribuent de manière importantes aux programmes spatiaux dans le domaine de la cosmologie comme la mission Planck de l'ESA
- La Norvège joue un rôle actif dans le déploiement et la gestion du système de positionnement par satellite Galileo
- La Norvège participe aux développements d'expériences embarquées à bord de la Station spatiale internationale
- Les télécommunications par satellite représentent environ 70 % du chiffres du secteur spatial norvégien. La société norvégienne la plus importante dans le secteur est Telenor qui gère le satellite de télécommunications Thor 7 placé en orbite géostationnaire.
- La base de lancement d'Andøya a été utilisée depuis 1962 pour lancer des milliers de fusées-sondes développées par des équipes de chercheurs venus de tous les pays.